# Vitalie Taittinger
Vitalie Taittinger (* 29. Juni 1979 in Reims) ist eine französische Geschäftsfrau und seit dem 1. Januar 2020 Präsidentin und Geschäftsführerin des Champagnerhauses Taittinger.

## Leben
Vitalie Taittinger entstammt der gleichnamigen Champagnerdynastie. Sie ist die Tochter von Pierre-Emmanuel Taittinger und Claire Flotard und Großnichte von Claude Taittinger, der 46 Jahre lang Präsident und Generaldirektor des Unternehmens war, und von Catherine de Suarez d'Aulan, deren Familie von 1851 bis 1988 Eigentümer von Champagne Piper-Heidsieck war. Sie ist eine Urenkelin Pierre-Charles Taittingers, des Gründers des Hauses Taittinger.
Sie war mit dem Comicautor Simon Andriveau verheiratet, mit dem sie drei Kinder hat. In zweiter Ehe ist sie mit dem Werbemanager Yan Champion verheiratet.
Vitalie Taittinger absolvierte 2001 die Zeichenschule Emile Cohl in Lyon, wo sie Illustrations- und Grafikdesigntechniken erlernte. Gleich nach ihrem Studium war sie Mitautorin eines Buches über Alfred Courmes (Maler des frühen 20. Jahrhunderts), das vom Verlagshaus Le Cherche-Midi herausgegeben wurde. Sie leitete von 2018 bis 2022 Platform, den Verband der zweiundzwanzig regionalen Fonds für zeitgenössische Kunst (Frac) in Frankreich, und ist seit 2017 Präsidentin des Frac de Champagne-Ardenne.

## Wirken
Nachdem ihr Vater Pierre-Emmanuel Taittinger 2006 das Champagnerhaus Taittinger zurückgekauft hatte, trat sie 2007 in das Familienunternehmen ein, wo sie verantwortlich für die künstlerische Leitung war. In dieser Funktion betreute Vitalie die Restaurierung des Familienschlosses La Marquetterie und den Ausbau des Besucherzentrums in Reims. Zwei Jahre lang arbeitete sie als Beraterin, dann intern in der Marketingabteilung. In der Folge bekleidete sie eine Position in der Marketing-Entwicklung. 2015 wurde sie zur Direktorin für Marketing und Kommunikation des Hauses befördert.
Zum 1. Januar 2020 wurde sie Vorsitzende und Geschäftsführerin von Taittinger und trat damit die Nachfolge ihres Vaters Pierre-Emmanuel Taittinger an, dessen Amtszeit am 31. Dezember 2019 endete. Sie übernahm ihre Aufgabe zusammen mit Damien le Sueur (Generaldirektor), ihrem Bruder Clovis Taittinger, dem aktuellen Vorstand und allen Mitarbeitern des Unternehmens. Damien le Sueur wacht über das Gleichgewicht zwischen Weinberg, Versorgung, Produktion, Handel und Finanzen. Clovis Taittinger ist für den kaufmännischen Bereich und das Marketing zuständig.